# دکتر اسلامپ
دکتر اسلامپ (ژاپنی: Dr. スランプ هپبورن: Dokutā Suranpu) یک مجموعه مانگا ژاپنی به نویسندگی و تصویرگری آکیرا توریاما است. این مانگا به صورت سریالی‌شده در مجله شوئیشا هفته‌نامه شونن جامپ از سال ۱۹۸۰ تا ۱۹۸۴ منتشر شد و بعداً در ۱۸ جلد تانکوبون جمع‌آوری شد. این مانگا ماجراهای بامزهٔ ربات دختر کوچک به نام آراله نوریماکی و سازنده‌اش سِن‌به‌ای نوریماکی و بقیه ساکنان دهکدهٔ عجیب‌غریب پنگوئن را دنبال می‌کند. این مانگا در یک مجموعه تلویزیونی انیمه توسط توئی انیمیشن اقتباس شد و از سال ۱۹۸۱ تا ۱۹۸۶ از فوجی تلویژن برای ۲۴۳ قسمت پخش شد.